# 흩어진 꽃잎
《흩어진 꽃잎》(Broken Blossoms Or The Yellow Man And The Girl)은 미국에서 제작된 D.W. 그리피스 감독의 1919년 드라마, 멜로/로맨스 영화이다. 릴리안 기쉬 등이 주연으로 출연하였고 D.W. 그리피스 등이 제작에 참여하였다.
1996년 이 영화는 미국 의회도서관에 의해 문화적으로, 역사적으로, 미적으로 중요성을 인정받아 미국 국립영화등기부에 선정, 보존되었다.

## 출연

### 주연
- 릴리안 기쉬
- 리처드 바델메스

### 조연
- 도널드 크리스프
- 에드워드 페일 시니어
- 조지 버레인저
- 노먼 셀비

## 기타
- 원작자: 토머스 버크